# Venzone

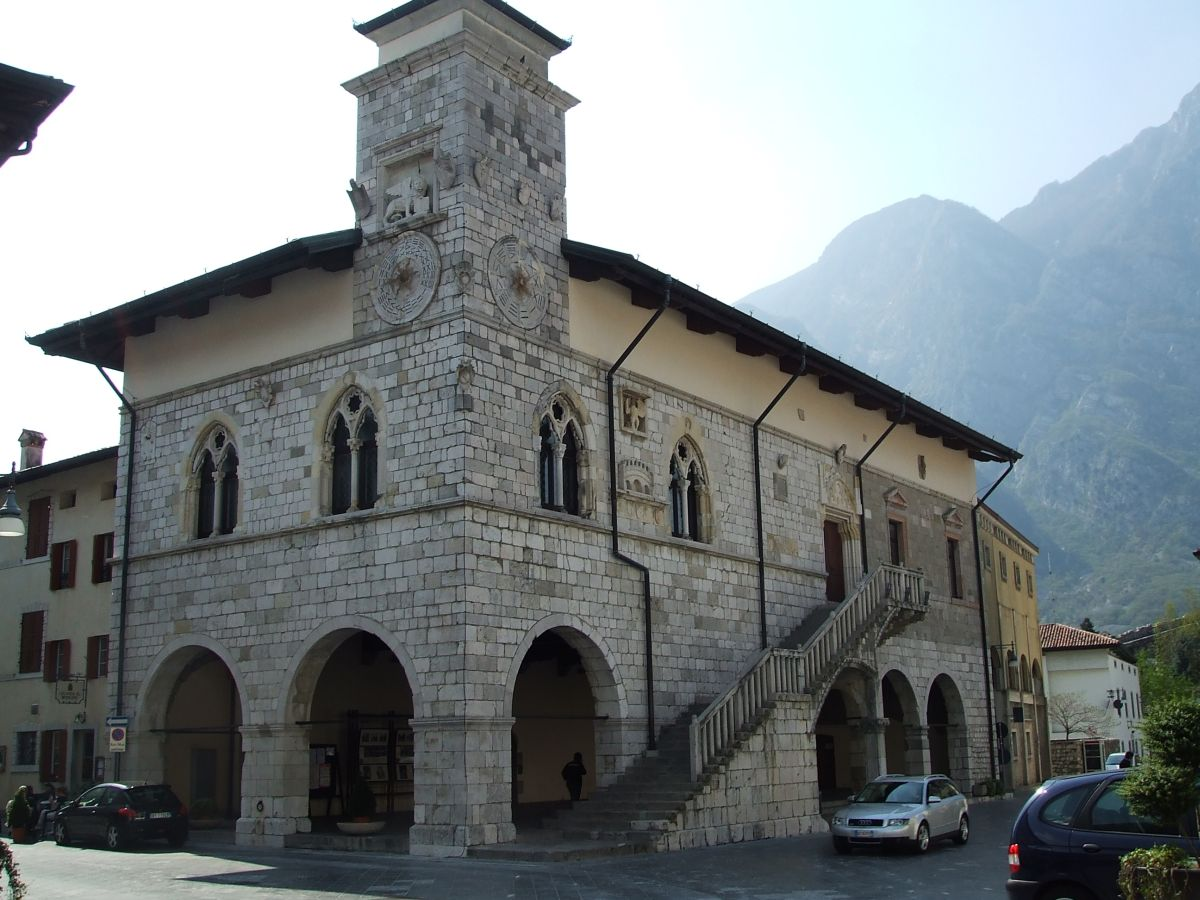
Cung đô thị.

Venzone (tiếng Friuli: Vençon, tiếng Slovene: Pušja vas) là một đô thị ở tỉnh Udine trong vùng Friuli-Venezia Giulia thuộc Ý, có cự ly khoảng 90 km về phía tây bắc của Trieste và khoảng 30 km về phia bắc của Udine. 

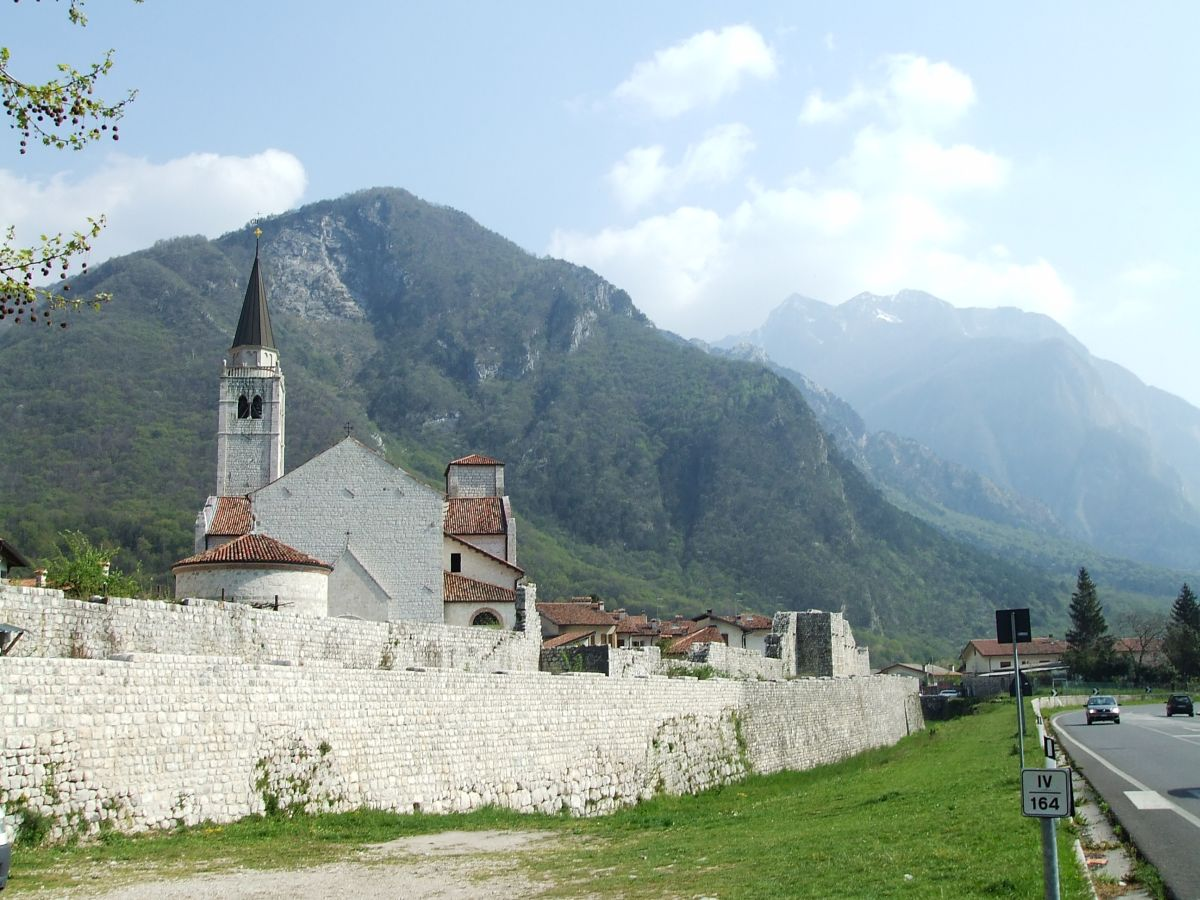
Venzone.

Venzone giáp các đô thị: Amaro, Bordano, Cavazzo Carnico, Gemona del Friuli, Lusevera, Moggio Udinese, Resia, Resiutta.